# Kościół Narodzenia Najświętszej Maryi Panny w Rynicy
Kościół Narodzenia Najświętszej Maryi Panny w Rynicy – katolicki kościół filialny zlokalizowany we wsi Rynica w gminie Widuchowa, w powiecie gryfińskim (województwo zachodniopomorskie). Należy do parafii Niepokalanego Serca Najświętszej Maryi Panny w Krzywinie.

## Historia i architektura
Kościół, murowany w konstrukcji ryglowej, pochodzi z XVIII wieku. Usytuowany jest na niewielkim wzniesieniu. Pierwotnie był świątynią protestancką. Sytuowany na planie prostokąta, w zachodniej części korpusu nawowego posiada oszalowaną wieżę dzwonną. W ścianach bocznych znajdują się wysokie okna, zamknięte łagodnymi półłukami.
Wnętrze kościoła nakrywa drewniany, belkowany strop. Podtrzymujące go drewniane zastrzały są rzeźbione. Nad wejściem znajduje się XIX-wieczna empora chórowa. Prezbiterium umieszczone jest na niewielkim, dwustopniowym drewnianym podeście
Po II wojnie światowej kościół został poświęcony jako świątynia katolicka w 1948 roku. 